# إيرما موري
إيرما موري (بالإسبانية: Irma Maury)‏ هي ممثلة بيروفية، ولدت في 12 يناير 1950 في ليما في بيرو.

## وصلات خارجية
- إيرما موري على موقع IMDb (الإنجليزية)
- إيرما موري على موقع قاعدة بيانات الفيلم (الإنجليزية)